# Erich Huzenlaub
Erich Gustav Wilhelm Louis Huzenlaub (* 27. Oktober 1888 in Stuttgart; † 12. September 1964 in Houston)  war ein britisch-deutscher Erfinder und Chemiker.

## Leben
Kurz vor Ausbruch des Ersten Weltkrieges entwickelte Huzenlaub in den 1910er Jahren das erste Parboiling-Verfahren, im englischen Sprachraum auch als „Huzenlaub-Process“ bekannt. Danach entwickelte der Unternehmer Gordon Harwell (Direktor von Converted Rice Inc., dem Vorläufer von Ben’s Original) ein weiteres Verfahren zum Parboiling. Huzenlaub war mit Amelia Huzenlaub verheiratet und hatte drei Kinder.